# Gammastråling
Gammastråling (ofte betegnet med det græske bogstav gamma, {\displaystyle \gamma }) er den mest energirige form for elektromagnetisk stråling i det elektromagnetiske spektrum. Gammastråling har derfor en bølgelængde der er mindre, og en frekvens som er højere, end al anden elektromagnetisk stråling. Den dannes ofte under mange kerne- eller subatomare processer, herunder elektron-positron annihilation og radioaktivitet. Som al anden elektromagnetisk stråling kan gammastråling - jævnfør partikel-bølge dualiteten - beskrives og opfattes som både elektromagnetiske bølger og partikler (kaldet fotoner).
Gamma-stråler kan trænge dybt ind i kroppen og bruges derfor også hyppigt ved behandling af kræft. Gammastrålingens høje energi (og dermed frekvens) kan slå molekyler i stykker eller elektroner fri fra atomer. Gammastråling har en højere energi end både alfa og beta stråler, og er farlig for levende væsner, da den kan slå celler i stykker. Dette er tilfældet uanset om gamma-kilden befinder sig uden for eller inden i kroppen. For at absorbere gammastråler effektivt kan man afskærme gamma-kilden med tykke plader af bly.

## Oprindelse
Gammastråling er i almindelighed et resultat af processer i atomkerner, mens røntgenstråling almindeligvis udsendes af accelererede elektroner. 
Solen producerer hele tiden kraftig gammastråling under fusionsprocesserne i dens indre, men den absorberes hurtigt i de ydre lag og kun under kraftige soludbrud, udsendes der gammastråling direkte fra Solens overflade. Visse stjerne-typer udsender megen gammastråling, især pulsarer, sorte huller og supernova eksplosioner producerer meget og de meget kraftige gammaglimt udsender næsten udelukkende gammastråling. De store sorte huller i galaksernes centre producerer ofte en del gammastråling, især i de aktive galakser, herunder kvasarerne, men centret i vores egen galakse Mælkevejen producerer også gammastråling.
Den kosmiske stråling i Mælkevejen danner gammastråling, når den rammer interstellare skyer, Jordens atmosfære og Solens lys (fotoner). Solen forårsager på denne måde indirekte en blød baggrund af gammastråling i de indre dele af Solsystemet.
Jordens atmosfære, herunder ozonlaget, absorberer al den gammastråling planeten modtager fra universet, så ingen gammastråling herfra når frem til jordoverfladen. Gammastråling fra universet kan derfor kun detekteres med satellitter.

### Gammahenfald
En atomkerne befinder sig normalt i sin laveste energitilstand, som kaldes grundtilstanden. Efter et radioaktivt henfald, vil nogle kerner befinde sig i højere energitilstande som kaldes exciteret eller anslået. For at kernen kan komme af med sit overskud af energi, kan den udsende en foton. 
I radioaktivt materiale forekommer gammahenfald altså, når en exciteret eller anslået atomkerne afvikler sit energioverskud. I modsætning til alfa- og betahenfald sker der ingen grundstofforvandling under et gammahenfald af radioaktive kerner. Gammahenfald optræder ofte i forbindelse med betahenfald, og gammastrålingen betegnes i den sammenhæng nogle gange som en "rest-stråling". 
Et eksempel på et radioaktivt gammahenfald er henfaldet af en exciteret Barium-137 kerne:
{\displaystyle {}^{1}{}_{56}^{37}{\hbox{Ba*}}\;\to \;{}^{1}{}_{56}^{37}{\hbox{Ba}}\;+\gamma }
I forbindelse med radioaktive gammahenfald, kaldes alle udsendte fotoner for gammastråling, uanset deres energi.

## Sundhedsrisiko
Gammastråling er kraftig nok til at ødelægge celler. Ødelægges DNA-molekylerne i kroppens celler, er der risiko for at der skabes mutationer i kroppen, og det kan eventuelt føre til kræft. Som ved andre former for ioniserende stråling, er risikoen proportional med omfanget af DNA skader, men er tilstede ved selv de mindste doser af gammastråling.

## Anvendelser
Gammastråling anvendes i en række sammenhænge til forskellige formål, herunder scanninger.
Gammastråling anvendes medicinsk til at ødelægge nogle former for kræft-celler.[kilde mangler]